# 西原駅 (広島県)
西原駅（にしはらえき）は、広島県広島市安佐南区西原八丁目にある広島高速交通広島新交通1号線（アストラムライン）の駅。

## 歴史
- 1994年（平成6年）8月20日：開業[1][2]。
- 1999年（平成11年）3月20日：ダイヤ改正で急行列車が新設されたが、当駅は通過駅となる[1]。
- 2000年（平成12年）：業務委託駅となる[3]。
- 2004年（平成16年）3月20日：ダイヤ改正で急行列車が廃止され、5年ぶりに全ての列車が停車するようになる[1]。
- 2009年（平成21年）8月8日：PASPY導入[1]。
- 2015年（平成27年）：構内放送とホームの発車標を新白島駅と同等の物に更新。

## 駅構造
島式ホーム1面2線の高架駅。ホームから1フロアー降りたところに自動券売機・改札がある。西出口と東出口がある。ステーションカラーは■桃色。

### のりば
| のりば | 路線              | 方向 | 行先           |
| ------ | ----------------- | ---- | -------------- |
| 1      | ■アストラムライン | 下り | 広域公園前方面 |
| 2      | ■アストラムライン | 上り | 本通方面       |

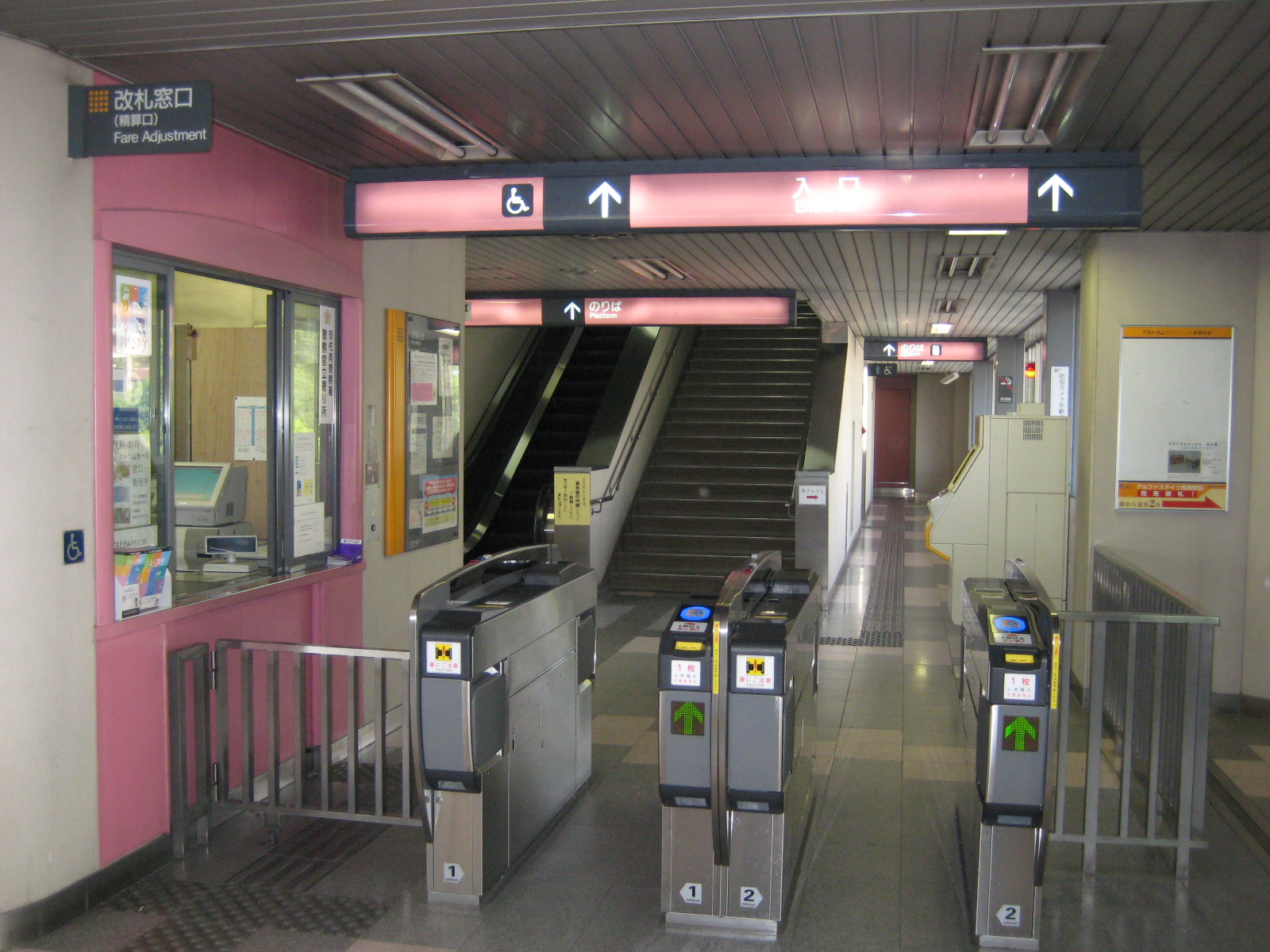
改札口（2009年8月）
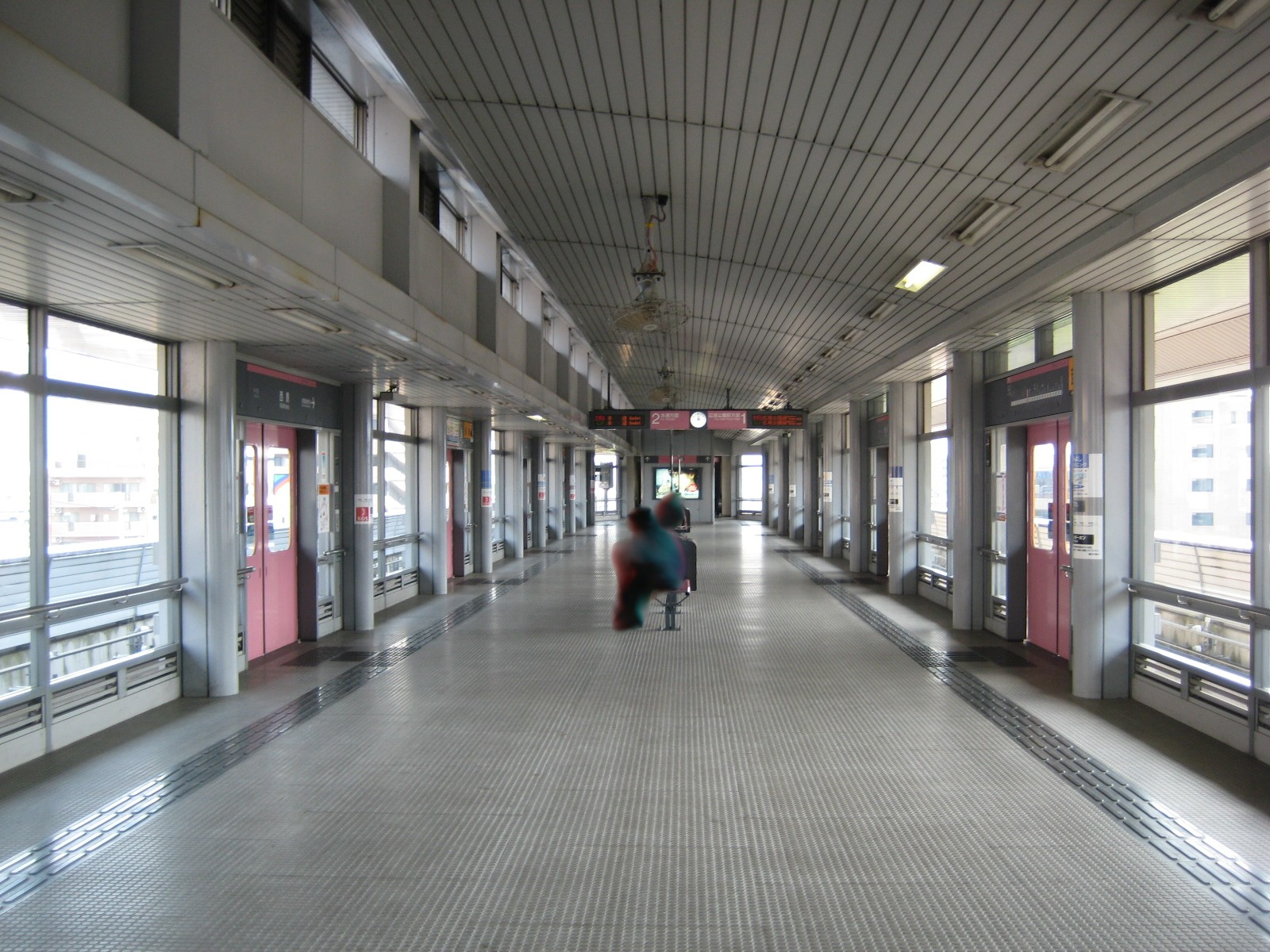
ホーム（2009年8月）

## 利用状況
以下の情報は、広島市統計書に基づいたデータである。アストラムラインでは「1年毎乗車総数」と「1年毎降車総数」の情報を公開している。1日平均乗車人員データは、年度毎の乗車総数を365（閏年は366）で割った値を小数点2位を丸めて小数点1位の値にした物である。アストラムラインのデータは1,000で丸めて提供されているので、1年毎ではプラスマイナス500の誤差があり、1日当たりでは1.4人程度の誤差が発生する。
| 年度               | 1日平均 乗車人員 | 1年毎 乗車総数 | 1年毎 降車総数 |
| ------------------ | ---------------- | -------------- | -------------- |
| 1995年（平成07年） | 1,491.8          | 546,000        | 485,000        |
| 1996年（平成08年） | 1,731.5          | 632,000        | 545,000        |
| 1997年（平成09年） | 1,898.6          | 693,000        | 597,000        |
| 1998年（平成10年） | 2,021.9          | 738,000        | 638,000        |
| 1999年（平成11年） | 2,185.8          | 800,000        | 694,000        |
| 2000年（平成12年） | 2,200.0          | 803,000        | 699,000        |
| 2001年（平成13年） | 2,309.6          | 843,000        | 741,000        |
| 2002年（平成14年） | 2,367.1          | 864,000        | 762,000        |
| 2003年（平成15年） | 2,396.2          | 877,000        | 776,000        |
| 2004年（平成16年） | 2,457.5          | 897,000        | 797,000        |
| 2005年（平成17年） | 2,534.2          | 925,000        | 820,000        |
| 2006年（平成18年） | 2,657.5          | 970,000        | 868,000        |
| 2007年（平成19年） | 2,792.3          | 1,022,000      | 924,000        |
| 2008年（平成20年） | 2,958.9          | 1,080,000      | 985,000        |
| 2009年（平成21年） | 2,972.6          | 1,085,000      | 995,000        |
| 2010年（平成22年） | 2,991.8          | 1,092,000      | 996,000        |
| 2011年（平成23年） | 3,021.9          | 1,106,000      | 1,014,000      |
| 2012年（平成24年） | 3,120.5          | 1,139,000      | 1,046,000      |
| 2013年（平成25年） | 3,235.6          | 1,181,000      | 1,085,000      |
| 2014年（平成26年） | 3,306.8          | 1,207,000      | 1,109,000      |
| 2015年（平成27年） | 3,628.4          | 1,328,000      | 1,233,000      |
| 2016年（平成28年） | 3,791.8          | 1,384,000      | 1,278,000      |
| 2017年（平成29年） | 3,906.8          | 1,426,000      | 1,325,000      |
| 2018年（平成30年） | 3,906.8          | 1,426,000      | 1,327,000      |
| 2019年（令和元年） | 3,915.3          | 1,433,000      | 1,339,000      |
| 2020年（令和02年） | 3,128.8          | 1,142,000      | 1,089,000      |
| 2021年（令和03年） | 3,213.7          | 1,173,000      | 1,123,000      |
| 2022年（令和04年） | 3,490.4          | 1,274,000      | 1,209,000      |

## 駅周辺
- 国道54号（祇園新道）
- アストラムライン西原変電所
- 部屋店（） 西原店（不動産仲介業）
- 古川
- フレスタ東原店
- アパマンショップ
- ミスタードーナツ
- 広島祇園原郵便局
- 安佐南郵便局
- 広島市立祇園東中学校
- 広島市立東原中学校
- 広島市立原小学校
- イオンモール広島祇園

## 隣の駅
広島高速交通
■広島新交通1号線（アストラムライン）
祇園新橋北駅 - 西原駅 - 中筋駅